# Референдум в Словакии (1998)
Референдум в Словакии 1998 года — третий в истории Словакии референдум, который состоялся 25 и 26 сентября 1998, одновременно с парламентскими выборами. Инициатором референдума стала партия «Движение за демократическую Словакию», которая собрала 450 тысяч подписей и предоставила их президенту, получив согласие на проведение референдума.
На референдуме задавался вопрос: «Вы за то, чтобы Национальный Совет Словацкой Республики принял государственный закон, по которому запрещается приватизация следующих стратегических предприятий?» (словац. Ste za to, aby Národná rada Slovenskej republiky prijala ústavný zákon, ktorým sa zakáže privatizácia týchto strategických podnikov?). В числе предприятий, которые запрещалось приватизировать, были шесть крупнейших энергетических предприятий страны:
1. Západoslovenské energetické závody š. p. Bratislava (Западно-Словацкие энергетические предприятия, Братислава),
2. Stredoslovenské energetické závody š. p. Žilina (Центрально-Словацкие энергетические предприятия, Жилина),
3. Východoslovenské energetické závody š. p. Košice (Восточно-Словацкие энергетические предприятия, Кошице),
4. Slovenský plynárenský priemysel š. p. Bratislava (Словацкая газовая промышленность, Братислава),
5. Slovenské elektrárne a. s. Bratislava (Словацкие электростанции, Братислава),
6. Transpetrol a. s. Bratislava (Транспетрол, нефтедобывающее предприятие, Братислава).

Несмотря на то, что более 80% голосовавших выступили против приватизации, референдум опять признали недействительным: явка составила 44,25% при необходимых 50%.

## Результаты
| Выбор                   | Голоса    | %    |
| ----------------------- | --------- | ---- |
| За                      |           | 84,3 |
| Против                  |           | 15,7 |
| Недействительные голоса |           | –    |
| Итого                   | 1 731 854 | 100  |
| Избиратели, %           | 3 930 370 | 44,1 |